# لورانس بيرسون
لورانس بيرسون (ولد عام 1965) هو كاتب خيال علمي أمريكي، وناقد، ومحرّر مجلةِ سانفرانسيسكو نوفا إكسبريس.

## أعماله
ظهرت أعماله في مجلات الخيال العلمي (بالإنجليزية: Asimov's Science Fiction)‏ و(بالإنجليزية: Analog)‏ و(بالإنجليزية: Postscripts)‏، وعدة مختارات أدبية، بضمن ذلك القصّةِ «اختلافات صلبِ» في كتابِ (بالإنجليزية: The Mammoth Book of Extreme Science Fiction)‏ و«اليهودي الأقسى في الغربِ» وهو أيضًا مُؤلفُ المقالة الحرجة «مُلاحظات نحو بيان ما بعد السايبربنك العام» وعضو ورشة كتاب مدينة تركيا. هو أيضًا يُراجع الأفلام على الإنترنت، أحيانًا بالتعاونِ مَع هاواردوالدكوب.

## وصلات خارجية
- الموقع الرسمي للورانس بيرسون